# رمال غارقة (فلم)
رمال غارقة (بالإنجليزية: Sinking Sands)، هُو فيلم دراما غاني صدر سنة 2010 وأخرجته ليلى دجانسي. الفيلم من بطولة كُل من جيمي جان-لويس وآما أبيبريس وYemi Blaq. تلقى الفيلم 9 ترشيحات ونال 3 جوائز خلال حفل توزيع جوائز الأكاديمية الأفريقية للأفلام لسنة 2011، من بينها أفضل سيناريو وأفضل مكياج.

## وصلات خارجية
- مقالات تستعمل روابط فنية بلا صلة مع ويكي بيانات